# FRAND
Als FRAND (für englisch: Fair, Reasonable and Non-Discriminatory, übersetzt: fair, angemessen und diskriminierungsfrei)  werden Lizenzbedingungen für Patente und ähnliche breite Ausschlussrechte bezeichnet, bei denen die Patentinhaber von den Nutzern eines Standards in einer sanften Weise Gebühren erhalten, die die Akzeptanz des Standards nicht unnötig gefährdet. Man könnte auch von Standards mit einheitlicher Gebührenregelung oder, vereinfacht, Bezahl-Standards sprechen. Das üblicherweise individuell durchgeführte Lizenzierungsverfahren wird damit in einer Form verallgemeinert, die das Verfahren faktisch wie eine Warenbestellung ablaufen lässt und für den Lizenznehmer dadurch ebenso überschaubar wie berechenbar macht. Staffelungen nach Anwendungsgebiet oder Stückzahlen sind möglich.

## Praxis
Ein Standard, der gegen Zahlung voraussehbarer und einheitlicher Gebühren verfügbar ist, erlaubt es seinen Nutzern, in einen Wettbewerb einzutreten, bei dem alle Bewerber in der Lizenzfrage vergleichbare Startbedingungen vorfinden. Durch die vorab festgelegte Gebührenregelung sind somit also alle Teilnehmer gegen spätere, unkalkulierbare Forderungen abgesichert. Diese Sicherheit kann sich natürlich nicht auf Elemente erstrecken, deren Belegung mit Ausschlussrechten zum Zeitpunkt der Entstehung des Standards nicht bekannt war. So wurden etwa einige Nutzer der Datenkompressionsverfahren LZW (GIF) und JPEG nachträglich mit Patenten angegriffen.

## Begriffe und Kritik
Begrifflich gibt es auch die Variante RAND ohne F für Fair, also Reasonable and Non-Discriminatory (RAND). Hierzu gibt es auch Differenzierungen wie RAND-Z (RAND with zero royalty) oder RAND-RF (RAND Royalty Free).
Die Wortwahl für das Konzept ist nicht unumstritten, da sie Dinge vermittelt, die in der Praxis längst nicht so universal umgesetzt werden, wie es zunächst den Anschein erweckt:
- Angemessen (reasonable) muss nicht bedeuten, dass die Lizenzgebühr in irgendeinem sinnvollen Verhältnis zum geplanten eigenen Produkt stehen muss. So sind Fälle denkbar, in denen ein Standard für teure medizinische Geräte entwickelt wurde und die Gebühren je Einheit entsprechend hoch sind. Selbst wenn sich nun neue Anwendungsfälle, z. B. für ein elektronisches Gerät des Massenmarkts, ergeben, so bedeutet das nicht zwingend, dass die zuvor bekannt gemachten Lizenzbedingungen jemals darauf angepasst werden müssten.
- Diskriminierungsfrei (non-discriminatory) muss nicht bedeuten, dass alle Geschäftsmodelle mit der Lizenz leben können. Insbesondere bei Informationsgütern (Software) werden nicht unbedingt Einzelstücke hergestellt und abgerechnet. Entwickler von Individualsoftware, Shareware und freier Software können die nötigen Lizenzen oftmals nicht zu – aus ihrer Sicht – vernünftigen Bedingungen erhalten und werden dadurch dennoch auf eine gewisse Art diskriminiert.

Viele Marktteilnehmer halten "faire und diskriminierungsfreie Standards" oftmals weder für fair noch diskriminierungsfrei, lehnen teilweise den Begriff RAND als Euphemismus ab und schlagen vor, stattdessen lieber von Standards unter einheitlicher Gebührenregelung (engl. Uniform Fee Only, kurz UFO) zu sprechen.
Es gibt daher auch Bemühungen, zumindest für den Bereich des elektronischen Behördenverkehrs und des öffentlichen Software-Beschaffungswesens den Begriff Offene Standards so zu definieren, dass er gebührenpflichtige Standards ausschließt.

## Beispiele
Das Modell der einheitlichen Gebührenregelung ist bei Mobilfunkstandards fest etabliert und teilweise (z. B. bei GSM und UMTS) ziemlich erfolgreich. Hier treten mehrere Hersteller in Konkurrenz, um Endgeräte und Vermittlungsknoten zu entwickeln und zu produzieren. Dies ist möglich, weil vorhandene Patentdickichte durch eine Gebührenregelung überwunden wurden, bei der alle Hersteller gegen Zahlung relativ niedriger Gebühren Zutritt zum Markt erhalten. Bei manchen anderen Standards, wie CDMA2000, hingegen üben einzelne Patentinhaber eine sehr weitgehende Kontrolle aus.
Im Gegensatz zum GSM-Bereich hat das World Wide Web Consortium beschlossen, bei künftigen Webstandards keine Gebührenregelung mehr zuzulassen. Dies bedeutet, dass patentierte Verfahren in Webstandards nicht oder nur dann enthalten sein können, wenn der Patentinhaber sich verpflichtet, kostenfreie Lizenzen zu erteilen. Die Lizenz kann lt. W3C patent policy beschränkt werden auf Implementationen des jeweiligen Standards und die Teile des Patents, die für den jeweiligen Standard erforderlich sind.